# Like a Virgin (Album)
Like a Virgin ist das zweite Musikalbum von Madonna aus dem Jahr 1984. Benannt ist es nach dem gleichnamigen enthaltenen Song Like a Virgin.
Es ist eines von vier Alben Madonnas, das mehr als 20 Millionen Mal verkauft wurde und zu den weltweit meistverkauften Musikalben gehört.

## Hintergrund
Nachdem sich Madonnas erstes Album zum großen Erfolg entwickelt hatte, entschied sie sich für Nile Rodgers als neuen Produzenten, da er für einige der erfolgreichsten Alben aus dieser Zeit (David Bowie, Michael Jackson, Duran Duran) verantwortlich war.
Der Sound dieses Albums sollte sehr poppig und tanzbar sein und die Instrumentierung rockiger als das Debüt. Die Kritik zeigte sich wenig begeistert von dem Album und tat Madonna mehrheitlich als „One-Hit-Wonder“ ab. Obgleich sie für viele Musikpreise nominiert war, ging sie in sämtlichen Kategorien (bis auf die Publikumspreise) leer aus. Heute befindet sich das Album regelmäßig auf den Listen von Musikzeitschriften (wie Rolling Stone und Melody Maker) der besten Popalben.
Like a Virgin wurde ein weltweiter Verkaufserfolg und etablierte Madonna als Popikone der 1980er Jahre. Die ausgekoppelten Singles wurden zu Klassikern der Popkultur. Es verkaufte sich bis heute mehr als 21 Millionen Mal und befindet sich deshalb in der Liste der 100 meistverkauften Alben aller Zeiten. Like a Virgin kreierte ihr Image als „Material Girl“ und provokative „Jungfrau“: Schon das Cover zeigt sie im Brautkleid – auf der Gürtelschnalle steht allerdings „Boy Toy“ – der Name, den sie später für ihre eigene Merchandisefirma verwendete. In diesem Kleid präsentierte sich Madonna auch bei den MTV Music Awards und ihrer erfolgreichen „Virgin Tour“ im Jahr 1985. Bis heute kämpft Madonna gegen dieses Image an: Im Gegensatz zum ersten Album singt sie Lieder dieses Albums ungern live – und wenn, dann meist als ironisch abgewandelte Version. Sie selbst widmete das Album „allen Jungfrauen dieser Welt“.
Zu den Singles wurden aufwändige Videos gedreht, die prägend für die 1980er Jahre waren. Sie etablierten Madonna als medialen Star, der für jede Veröffentlichung ein neues Image kreiert – besonders Like a Virgin (gedreht 1984 in Venedig), in dem sich Madonna als sündige Jungfrau präsentiert und Material Girl, eine Hommage an den Marilyn Monroe Klassiker Blondinen bevorzugt.
Die erste Auflage des Albums enthielt neun Titel. Ein Jahr später wurde die erfolgreiche Single Into the Groove auf der europäisch-asiatischen Edition hinzugefügt. Das Lied fand zuvor Verwendung in dem erfolgreichen Film Susan… verzweifelt gesucht, in dem Madonna an der Seite von Rosanna Arquette spielte. Aus rechtlichen Gründen war er auf der nordamerikanischen Edition nie enthalten.
Das Lied Love Don’t Live Here Anymore war bereits 1979 in einer Fassung der US-amerikanischen Soul-, Funk- und Discoband Rose Royce ein internationaler Hit.
Auf der Neuauflage von 2001, der „Remastered Version“, wurde Into the Groove wieder entfernt und durch die beiden Maxiversionen von Like a Virgin und Material Girl ersetzt.
2006 wurde das Album als eines der Capital Gold’s All-Time Top 500 der britischen Charts ausgezeichnet.

## Trackliste
1. Material Girl (Brown, Rans) – 4:00
2. Angel (Bray, Madonna) – 3:56
3. Like a Virgin (Tom Kelly, Billy Steinberg) – 3:38
4. Over and Over (Bray, Madonna) – 4:12
5. Love Don’t Live Here Anymore (Gregory) – 4:47
6. Into the Groove – 4:43
7. Dress You Up (LaRusso, Stanziale) – 4:01
8. Shoo-Bee-Doo (Madonna) – 5:16
9. Pretender (Bray, Madonna) – 4:30
10. Stay (Bray, Madonna) – 4:07

- Into the Groove (Bray, Madonna) – 6.47 (war 1985–2001 auf der europäischen/asiatischen Wiederveröffentlichung enthalten)
- Like A Virgin (Extended Dance Remix) (seit 2001 auf der Remastered Version)
- Material Girl (Extended Dance Mix) (seit 2001 auf der Remastered Version)

## Kommerzieller Erfolg

### Chartplatzierungen

#### Album
| ChartsChartplatzierungen       | Höchstplatzierung | Wochen |
| ------------------------------ | ----------------- | ------ |
| Deutschland (GfK)              | 1 (63 Wo.)        | 63     |
| Österreich (Ö3)                | 3 (34 Wo.)        | 34     |
| Schweiz (IFPI)                 | 3 (24 Wo.)        | 24     |
| Vereinigte Staaten (Billboard) | 1 (109 Wo.)       | 109    |
| Vereinigtes Königreich (OCC)   | 1 (152 Wo.)       | 152    |

| ChartsJahrescharts (1985) | Platzierung |
| ------------------------- | ----------- |
| Deutschland (GfK)         | 4           |
| Österreich (Ö3)           | 9           |
| Schweiz (IFPI)            | 8           |

#### Singles
| Jahr | Titel           | Höchstplatzierung, Gesamtwochen/‑monate, AuszeichnungChartplatzierungen (Jahr, Titel, , Platzierungen, Wochen/Monate, Auszeichnungen, Anmerkungen) | Höchstplatzierung, Gesamtwochen/‑monate, AuszeichnungChartplatzierungen (Jahr, Titel, , Platzierungen, Wochen/Monate, Auszeichnungen, Anmerkungen) | Höchstplatzierung, Gesamtwochen/‑monate, AuszeichnungChartplatzierungen (Jahr, Titel, , Platzierungen, Wochen/Monate, Auszeichnungen, Anmerkungen) | Höchstplatzierung, Gesamtwochen/‑monate, AuszeichnungChartplatzierungen (Jahr, Titel, , Platzierungen, Wochen/Monate, Auszeichnungen, Anmerkungen) | Höchstplatzierung, Gesamtwochen/‑monate, AuszeichnungChartplatzierungen (Jahr, Titel, , Platzierungen, Wochen/Monate, Auszeichnungen, Anmerkungen) | Anmerkungen                                                                       |
| Jahr | Titel           | DE | AT | CH | UK | US | Anmerkungen                                                                       |
| ---- | --------------- | --- | --- | --- | --- | --- | --------------------------------------------------------------------------------- |
| 1984 | Like a Virgin   | DE4 (17 Wo.)DE | AT8 (3½ Mt.)AT | CH9 (13 Wo.)CH | UK3 (18 Wo.)UK | US1 (19 Wo.)US | Erstveröffentlichung: 31. Oktober 1984 Verkäufe: + 2.245.000; Video: Mary Lambert |
| 1985 | Material Girl   | DE13 (11 Wo.)DE | AT8 (2½ Mt.)AT | CH15 (10 Wo.)CH | UK3 (10 Wo.)UK | US2 (17 Wo.)US | Erstveröffentlichung: 23. Januar 1985 Verkäufe: + 1.027.000; Video: Mary Lambert  |
| 1985 | Angel           | DE31 (17 Wo.)DE | — | CH17 (7 Wo.)CH | UK5 (12 Wo.)UK | US5 (17 Wo.)US | Erstveröffentlichung: 10. April 1985 Verkäufe: + 1.035.000; Mix-Video             |
| 1985 | Into the Groove | DE3 (16 Wo.)DE | AT6 (2 Mt.)AT | CH2 (13 Wo.)CH | UK1 (17 Wo.)UK | — | Erstveröffentlichung: 23. Juli 1985 Verkäufe: + 2.262.000; Video: Susan Seidelman |
| 1985 | Dress You Up    | DE20 (9 Wo.)DE | — | CH20 (5 Wo.)CH | UK5 (13 Wo.)UK | US5 (16 Wo.)US | Erstveröffentlichung: 31. Juli 1985 Verkäufe: + 250.000; Video: Liveauftritt      |

- Into the Groove war in den USA, Australien und Kanada nicht als eigenständige Single erhältlich, sondern auf der B-Seite von Angel enthalten.
- Love Don’t Live Here Anymore wurde in Japan als Vinyl-Maxi veröffentlicht.
- Over and Over wurde in Italien und auf den Philippinen als Vinyl-Maxi veröffentlicht.

### Auszeichnungen für Musikverkäufe
| Land/Region                  | Auszeichnungen für Musikverkäufe (Land/Region, Auszeichnung, Verkäufe) | Verkäufe   |
| ---------------------------- | ---------------------------------------------------------------------- | ---------- |
| Australien (ARIA)            | 7× Platin                                                              | 490.000    |
| Belgien (BRMA)               | Platin                                                                 | 75.000     |
| Deutschland (BVMI)           | 3× Gold                                                                | 750.000    |
| Finnland (IFPI)              | Gold                                                                   | 35.398     |
| Frankreich (SNEP)            | 2× Platin                                                              | 600.000    |
| Hongkong (IFPI/HKRIA)        | Platin                                                                 | 20.000     |
| Italien (FIMI)               | 2× Platin                                                              | 200.000    |
| Japan (RIAJ)                 | Gold                                                                   | 100.000    |
| Kanada (MC)                  | Diamant                                                                | 1.000.000  |
| Neuseeland (RMNZ)            | 5× Platin                                                              | 100.000    |
| Schweiz (IFPI)               | 2× Platin                                                              | 100.000    |
| Spanien (Promusicae)         | Platin                                                                 | 100.000    |
| Vereinigte Staaten (RIAA)    | Diamant                                                                | 10.000.000 |
| Vereinigtes Königreich (BPI) | 3× Platin                                                              | 900.000    |
| Insgesamt                    | 3× Gold · 25× Platin · 2× Diamant ·                                    | 14.470.398 |

Hauptartikel: Madonna (Künstlerin)/Auszeichnungen für Musikverkäufe